# Baba Sule
Baba Sule (Kumasi, Ghana, 7 de noviembre de 1978) conocido como Baba Sule, es un exfutbolista ghanés que se desempeñaba como centrocampista. Actualmente es utillero del CF Fuenlabrada.
Llegó a fichar por el Real Madrid CF y por el RCD Mallorca. Tras su retiro debido a las lesiones sufridas, trabajó como chófer de David De Gea, electricista y trabajador de El Corte Inglés. Actualmente trabaja de utillero en el Fuenlabrada C. F. 
Ganó el Mundial sub-17 de 1995 con la selección de fútbol de Ghana.

## Clubes
| Club                   | País   | Año       |
| ---------------------- | ------ | --------- |
| Cornerstones FC        | Ghana  | 1994-1996 |
| R. C. D. Mallorca      | España | 1996-1997 |
| C. D. Ourense          | España | 1997-1999 |
| C. D. Leganés          | España | 1999-2004 |
| U. E. Lleida           | España | 2004      |
| Tomelloso C. F.        | España | 2005      |
| C. D. Raqui San Isidro | España | 2005      |
| U. E. Rapitenca        | España | 2005-2006 |
| C. F. Rayo Majadahonda | España | 2006-2007 |